# Salmo 151
Il Salmo 151 è un breve salmo biblico che si trova nella maggior parte delle copie della traduzione greca dei Settanta ma non nel testo masoretico della Bibbia ebraica. È riconosciuto come canonico solamente dalla Chiesa ortodossa, mentre per le altre confessioni cristiane rappresenta un apocrifo dell'Antico Testamento.

## Numero del Salmo
Riportando questo salmo i Settanta scrivono che il salmo è attribuito a Davide ed è fuori dalla numerazione. Normalmente è conosciuto con il numero 151.

## Autenticità
Per molto tempo gli studiosi pensavano che il salmo fosse una composizione originale dei compilatori della traduzione dei Settanta. Tuttavia tra i manoscritti di Qumran furono trovati due corti salmi ebraici che sembrano alla base del Salmo 151.
Il salmo 151 insieme ai Salmi 152-155 vengono anche chiamati i cinque salmi apocrifi di Davide.

## Testo
Il titolo del salmo riporta che è stato scritto da Davide dopo la sua battaglia con Golia. Il testo racconta come Davide fosse il più piccolo tra i suoi fratelli, ma Dio lo ha scelto per essere unto re. Continua ricordando come Davide ha ucciso Golia con la sua stessa spada.

### Il Testo secondo 11Q5, 28
Il testo seguente è una traduzione del Salmo 151 ritrovato a Qumran, secondo alcuni autori l'ultimo capoverso del Salmo, quello che inizia con “Inizio della Fama di Dāwîd” pur essendo frammentario non apparterrebbe al testo del salmo ma sarebbe l'inizio di un nuovo testo. Molto probabilmente però, dato che il rotolo presenta dopo uno spazio bianco, si tratta della fine mutila del Salmo 151.

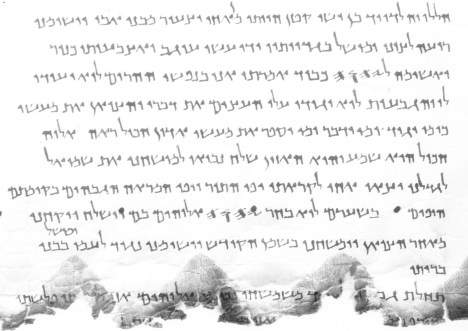
Manoscritto riportante il testo del salmo 151

#### Testo ebraico
הללויה לדויד בן ישי

קטן הייתי מן אחי

וצעיר מבני אבי

וישימני רועה לצונו

ומושל בגדיותיו

ידי עשו עוגב

ואצבעותי כנור

ואשימה ליהוה כבוד

אמרתי אני בנפשי

ההרים לוא יעידו לו

והגבעות לוא יגידו

עלו עצים את דברי

והצואן את מעשי

כי מי יגיד

ומי ידבר

ומי יספר את מעשי

אדון הכל ראה

ואלוה הכל הוא שמע

והוא האזין

שלח נביאו למושחני

את שמואל לגדלני

יצאו אחי לקראתו

יפי התור

ויפי המראה

הגבהים בקומתם

היפים בשערם

לוא בחר יהוה אלהים בם

וישלח ויקחני מאחר הצואן

וימשחני בשמן הקודש

וישמני נגיד לעמו

ומושל בבני בריתו

תחלת גבורה לדויד

משמשחו נביא אלוהים

אזי ראיתי פלשתי

[...]

מחרף ממערכות הפלשתים

אנוכי [...]

#### Traduzione italiana
Hallelûyâ di Dāwîd figlio di Yišay:

Piccolo ero di tra i miei fratelli,

insignificante di tra i figli di mio padre.

Mi ha posto Pastore del suo Gregge,

e Capo in mezzo ai suoi Piccoli.
Le mie mani hanno fatto un flauto,

le mie dita una cetra,

e diedi gloria a YHWH.
Dissi in me stesso:

Le montagne non testimoniano a lui,

e le colline non lo annunciano,

diranno gli alberi le mie parole,

e il gregge le mie opere.
Perché chi narrerà?

Chi parlerà?

E chi scriverà le mie opere?
Il Signore di ogni cosa ha visto,

e il Dio di ogni cosa Lui ha ascoltato,

e Lui ha orecchiato.
Ha inviato il suo Profeta per ungermi,

Šemûēl per farmi grande,

uscirono i miei fratelli incontro a lui,

di bell'incedere,

e di bell'aspetto,

alti nel loro ergersi,

belli nel loro crine.
Non loro ha eletto YHWH-Dio,

e ha mandato a chiamarmi da dietro il gregge,

e mi ha unto con l'Olio di Santità,

e mi ha posto di fronte al suo Popolo,

e Capo dei Figli del suo Patto.
Inizio della Fama di Dāwîd

dall'unzione del Profeta di Dio.

Allora vidi un Pelešet

[...]

dalla vergogna delle file dei Pelešet

Io [...]

### Il testo dei Settanta
οὗτος ὁ ψαλμὸς ἰδιόγραφος εἰς δαυιδ καὶ ἔξωθεν τοῦ ἀριθμοῦ ὅτε ἐμονομάχησεν τῷ γολιαδ
1 μικρὸς ἤμην ἐν τοῖς ἀδελφοῖς μου καὶ νεώτερος ἐν τῷ οἴκῳ τοῦ πατρός μου ἐποίμαινον τὰ πρόβατα τοῦ πατρός μου
2 αἱ χεῖρές μου ἐποίησαν ὄργανον οἱ δάκτυλοί μου ἥρμοσαν ψαλτήριον
3 καὶ τίς ἀναγγελεῖ τῷ κυρίῳ μου αὐτὸς κύριος αὐτὸς εἰσακούει
4 αὐτὸς ἐξαπέστειλεν τὸν ἄγγελον αὐτοῦ καὶ ἦρέν με ἐκ τῶν προβάτων τοῦ πατρός μου καὶ ἔχρισέν με ἐν τῷ ἐλαίῳ τῆς χρίσεως αὐτοῦ
5 οἱ ἀδελφοί μου καλοὶ καὶ μεγάλοι καὶ οὐκ εὐδόκησεν ἐν αὐτοῖς κύριος
6 ἐξῆλθον εἰς συνάντησιν τῷ ἀλλοφύλῳ καὶ ἐπικατηράσατό με ἐν τοῖς εἰδώλοις αὐτοῦ
7 ἐγὼ δὲ σπασάμενος τὴν παρ' αὐτοῦ μάχαιραν ἀπεκεφάλισα αὐτὸν καὶ ἦρα ὄνειδος ἐξ υἱῶν ισραηλ 

### Il testo della Vulgata
hic psalmus proprie scriptus David et extra numerum cum pugnavit cum Goliad

1 pusillus eram inter fratres meos 

et adulescentior in domo patris mei 

pascebam oves patris mei
2 manus meae fecerunt organum 

digiti mei aptaverunt psalterium
3 et quis adnuntiabit Domino meo 

ipse Dominus ipse omnium exaudiet
4 ipse misit angelum suum 

et tulit me de ovibus patris mei 

et unxit me in misericordia unctionis suae
5 fratres mei boni et magni 

et non fuit beneplacitum in eis Domino
6 exivi obviam alienigenae 

et maledixit mihi in simulacris suis
7 ego autem evaginato ab eo 

ipsius gladio amputavi caput eius 

et abstuli obprobrium de filiis Israhel

### Traduzione italiana della LXX
Questo salmo è scritto da David, di suo pugno, ed è sovrannumero; quando combatté contro Golia.
1 Ero il minore tra i miei fratelli 

e il più giovane nella casa di mio padre. 

Pascolavo le pecore di mio padre.
2 Le mie mani hanno fatto un flauto, 

le mie dita hanno fatto un salterio.
3 E chi lo annuncerà al mio Signore? 

Lui, il Signore, lui stesso ascolta.
4 Lui ha mandato il suo messaggero 

e mi ha portato fuori dalle pecore di mio padre, 

mi ha scelto con l'olio della sua unzione.
5 I fratelli miei erano belli e grandi, 

ma non si è compiaciuto di loro il Signore.
6 Sono uscito incontro allo straniero 

e mi ha maledetto con i suoi idoli.
7 Ma io, gli strappai la spada, 

e gli tagliai la testa 

e ho rimosso l'obbrobrio dai figli di Israele.
Il testo latino, presente in molte edizioni della Vulgata, non fu tradotto da san Girolamo, ma deriva dalla Vetus Latina, che è una traduzione del testo greco dei LXX